# トミスラフ・イヴィッチ
トミスラフ・イヴィッチ（Tomislav Ivić、1933年6月30日 - 2011年6月24日）は、クロアチアのサッカー選手、監督。
イヴィッチは卓越した戦術家としてしばしば評され、サッカーの現代的なスタイルの発展の力となった功績が認められている。2007年4月、イタリアの日刊スポーツ紙ガゼッタ・デロ・スポルトは、異なる5つの国で7度のリーグ優勝を果たした業績から、イヴィッチを史上最も成功したサッカー監督として称えた。
イヴィッチは14の異なる国のクラブと4つの代表チームを指揮し、6カ国（ユーゴスラビア、オランダ、ベルギー、ギリシャ、ポルトガル、スペイン）でタイトルを手にした。トップリーグを7回（ユーゴスラビアで3回、ギリシャ、ポルトガル、オランダ、ベルギーで各1回）、国内カップ戦を6回（ユーゴスラビアで4回、スペイン、ポルトガルで各1回）、さらにUEFAスーパーカップとインターコンチネンタルカップを制した。
キャリアを通じて、イヴィッチは10カ国のクラブで監督を務めた。故郷のクロアチアでは、RNKスプリト、ハイドゥク・スプリト、ディナモ・ザグレブ、クロアチア代表を指揮した。国外ではアヤックス（オランダ）、アンデルレヒト（ベルギー）、スタンダール・リエージュ（ベルギー）、ガラタサライ（トルコ）フェネルバフチェ（トルコ）、アヴェッリーノ（イタリア）、パナシナイコス（ギリシャ）、FCポルト（ポルトガル）、ベンフィカ（ポルトガル）、パリ・サンジェルマン（フランス）、オリンピック・マルセイユ（フランス）、アトレティコ・マドリード（スペイン）、アル・ワスル（UAE）、UAE代表、ペルセポリス（イラン）、イラン代表を指揮した。
2011年6月24日、78度目の誕生日の一週間前に、故郷のスプリトで死去した。報道によると心疾患と糖尿病を患っていたとされる。

## 統計
| チーム               | 就任         | 退任          | 記録 | 記録 | 記録 | 記録 | 記録   |
| チーム               | 就任         | 退任          | 試合 | 勝   | 分   | 負け | 勝率 % |
| -------------------- | ------------ | ------------- | ---- | ---- | ---- | ---- | ------ |
| ユーゴスラビア代表   | 1973年11月   | 1974年3月     | 11   | 3    | 3    | 5    | 027.27 |
| アヤックス           | 1976年7月1日 | 1978年6月30日 |      |      |      |      |        |
| アンデルレヒト       | 1980年       | 1982年        |      |      |      |      |        |
| ガラタサライ         | 1983年6月    | 1984年6月     | 40   | 19   | 12   | 9    | 047.50 |
| ポルト               | 1987年7月    | 1988年6月     | 54   | 40   | 11   | 3    | 074.07 |
| パリ・サンジェルマン | 1988年7月    | 1990年        | 86   | 41   | 21   | 24   | 047.67 |
| マルセイユ           | 1991年7月    | 1991年10月    |      |      |      |      |        |
| ポルト               | 1993年8月    | 1994年6月30日 | 28   | 18   | 8    | 2    | 064.29 |
| イラン代表           | 1997年12月   | 1998年4月     | 5    | 1    | 2    | 2    | 020.00 |
| マルセイユ           | 2001年10月   | 2001年11月    |      |      |      |      |        |
| 総計                 | 総計         | 総計          | 184  | 103  | 45   | 36   | 055.98 |

## タイトル
ハイドゥク・スプリト
- ユーゴスラビア1部リーグ : 3回 (1974, 1975, 1979)
- ユーゴスラビアカップ : 4回 (1972, 1973, 1974, 1976)

アヤックス
- オランダ・エールディヴィジ : 1回 (1977)

アンデルレヒト
- ベルギー1部リーグ : 1回 (1981)

パナシナイコス
- ギリシャ・リーグ : 1回 (1986)

ポルト
- ポルトガル・リーガ : 1回 (1988)
- タッサ・デ・ポルトガル : 1回 (1988)
- UEFAスーパーカップ : 1回 (1987)
- インターコンチネンタルカップ : 1回 (1987)

アトレティコ・マドリード
- コパ・デル・レイ : 1回 (1991)